# 24 Generäle
Die 24 Generäle (jap. 武田二十四将, Takeda Nijūshi-shō) waren eine Gruppe von Feldherren des japanischen Takeda-Klans in der Sengoku-Zeit. Ein Drittel von ihnen starb in der Schlacht von Nagashino (1575), als sie die Takeda-Streitkräfte gegen Oda Nobunaga anführten.

## Die 24 Generäle der Takeda

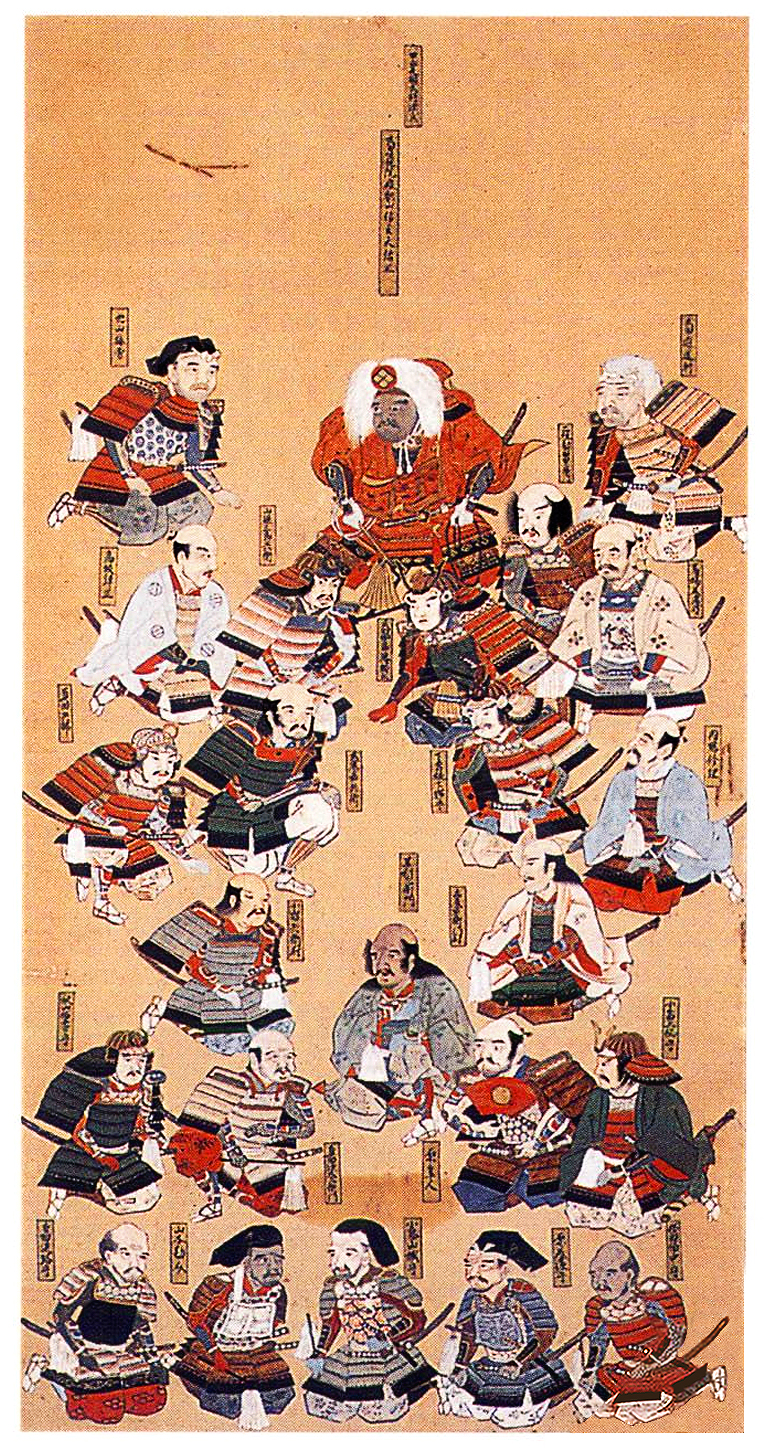
Die 24 Generäle, ein im Takeda-Stammland Kai/Kōshū, dem heutigen Yamanashi, sehr beliebtes Motiv

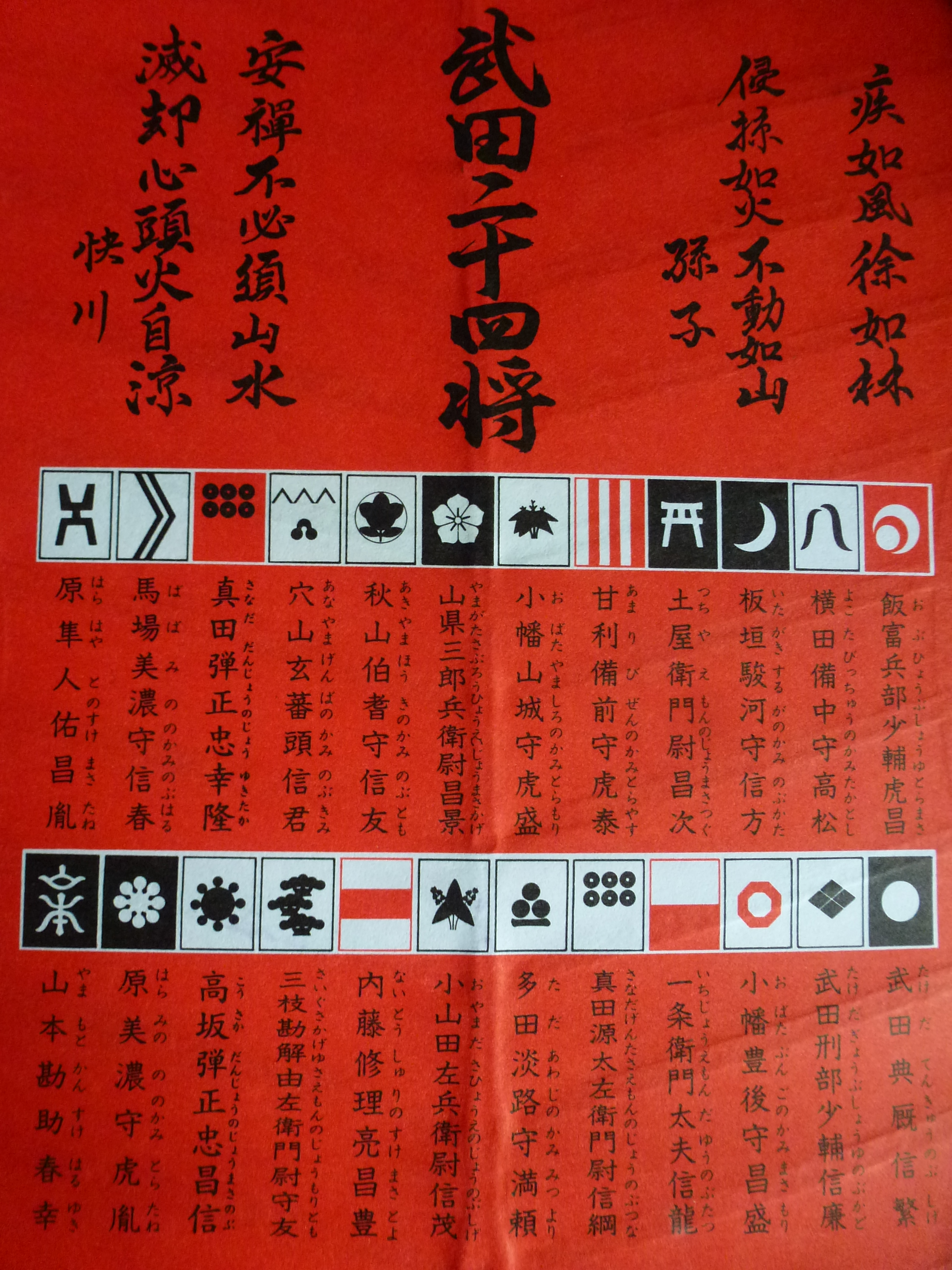
Die Wappen der Generäle, wie sie in Geschichtsbüchern und auf dem Festumzug erscheinen, Namenszuordnung

Die 24 Generäle des Takeda-Klans waren (darüber hinaus werden mit Bezug zu historischen Ereignissen auch andere Personen gezählt; so zum Beispiel Takeda Yoshinobu bis zu seiner Gefangennahme aufgrund seiner Revolte gegen Takeda Shingen):
- Akiyama Nobutomo: Takedas zweiter Anführer; erhielt weitreichende Befugnisse. Er starb 1575, nach der zweiten Belagerung der Burg Iwamura.
- Amari Torayasu: starb in der Schlacht von Uedahara (1548)
- Anayama Nobukimi: folgte in die Schlacht von Mikatagahara und die Schlacht von Nagashino, verbündete sich mit Tokugawa Ieyasu und verhalf ihm zum Sieg über Takeda Katsuyori
- Baba Nobuharu: kämpfte in der Schlacht von Mikatagahara und führte die Vorhut des rechten Flügels der Takeda-Armee in der Schlacht von Nagashino, wo er starb
- Hara Masatane: starb in der Schlacht von Nagashino (1575)
- Hara Toratane
- Ichijō Nobutatsu: jüngerer Bruder Shingens, kämpfte bei der Schlacht von Nagashino
- Itagaki Nobukata: starb in der Schlacht von Uedahara (1548)
- Kōsaka Masanobu: spielte eine zentrale Rolle in den Schlachten von Kawanakajima, war aber nicht bei der Schlacht von Nagashino beteiligt
- Naitō Masatoyo
- Obata Toramori: starb 1561, es wurde überliefert, er sei bei 30 Einsätzen 40-mal verwundet worden
- Obata Masamori: führte das größte Kontingent (500 Reiter der Kompanie im Zentrum der Armee) in der Schlacht von Nagashino
- Obu Toramasa
- Oyamada Nobushige: kämpfte in den Schlachten von Kawanakajima, in der Schlacht von Mikatagahara, und der Schlacht von Nagashino
- Saigusa Moritomo: starb in der Schlacht von Nagashino
- Sanada Yukitaka: Daimyō der Provinz Shinano
- Sanada Nobutsuna: starb in der Schlacht von Nagashino
- Tada Mitsuyori
- Takeda Nobushige: jüngerer Bruder Shingens, starb in der Schlacht von Kawanakajima (1561)
- Takeda Nobukado: Bruder Shingens, starb 1575
- Tsuchiya Masatsugu: kämpfte in der Schlacht von Mikatagahara, starb in der Schlacht von Nagashino; sein Sohn folgte Takeda Katsuyori bis zu seinem Tode in der Schlacht von Temmokuzan im Jahr 1582
- Yamagata Masakage: kämpfte in der Schlacht von Mikatagahara und in der Belagerung von Yoshida, starb in der Schlacht von Nagashino
- Yamamoto Kansuke (wichtigster Stratege): kämpfte in der Schlacht von Kawanakajima, in der er auch starb
- Yokota Takatoshi: starb bei der Belagerung von Toishi (1550)

## Kunst
In der japanischen Kunst, besonders in Ukiyo-e und Bunraku und den Heldengeschichten der Sengoku-Zeit, sind die 24 Generäle ein beliebtes Thema. Auch werden sie von Schauspielern jedes Jahr im Shingen-kō Matsuri dargestellt.